# 弥益ドミネーター聡志
弥益 ドミネーター 聡志（やます ドミネーター さとし、1990年1月23日 - ）は、日本の男性総合格闘家。埼玉県さいたま市出身。海城高等学校卒業。筑波大学生命環境学群生物学類卒業。筑波大学大学院生命環境科学研究科修士課程修了。teamSOS所属。元DEEPフェザー級王者。

## 来歴
高校生の頃に総合格闘技団体『PRIDE』のDVDを見て影響を受け、その流れで後継団体の『DREAM』も追いかけるようになり、筑波大学時代に総合格闘技を始める。
2013年6月30日、パンクラスでプロデビュー、土田達也と対戦し1Rアームロックで1本勝ち。

### DEEP
2018年6月30日、DEEP 84 IMPACTでDEEPフェザー級王者の芦田崇宏とノンタイトル戦で対戦、1Rにアームロックで一本勝ち。
2018年10月27日、DEEP 86 IMPACTのDEEPフェザー級タイトルマッチで王者の芦田崇宏に挑戦し、3-0の判定勝ちを収め王座獲得に成功した。
2019年5月12日、DEEP 89 IMPACTのDEEPフェザー級タイトルマッチで挑戦者のDJ.taikiと対戦。1RにDJ.taikiの左ストレートでダウンを奪われるが、2RTKO勝ちで王座の初防衛に成功した。
2020年9月20日、DEEP 97 IMPACTのDEEPフェザー級タイトルマッチにて挑戦者の牛久絢太郎と対戦し、先にダウンを奪われるも、膝蹴りでダウンを奪い返して追い上げたが、1-4の判定負けを喫し王座防衛に失敗した。

### RIZIN
2020年12月31日、RIZIN初出場となったRIZIN.26にて朝倉未来と68kg契約で対戦し、1Rに左ハイキックからのパウンドによるKO負けを喫した。
2021年6月13日、RIZIN.28でMMAデビュー戦のRISEウェルター級王者“ブラックパンサー”ベイノアと73kg契約で対戦。接戦となるも、ベイノアのロープ掴みの反則によるレッドカードなどもあり、2-1の判定勝ちを収めた。
2022年3月20日、RIZIN.34で萩原京平と対戦し、1Rに腕ひしぎ三角固めによる一本勝ちを収めた。
2022年11月6日、RIZIN LANDMARK 4で平本蓮と70kg契約で対戦。タックルを防がれ、パンチにより再三のダウンを喫して0-3の判定負けを喫した。なおこの試合は平本が怪我で体重を落とせないことから直前で両者合意の元、契約体重が66kgから70kgに変更され、弥益側が実質的に1階級下の体重で行われた。
2023年12月31日、RIZIN.45で現パンクラス・フェザー級王者の新居すぐると対戦。序盤にカーフキックを効かせ試合を優位に進めるも、2Rにカウンターの右ストレートでKO負け。

## 人物
- スタンドではスイッチを多用し独特なリズムと動きで相手を翻弄する。グラウンドでは得意技のアームロックに加え、そこから派生した洗濯バサミチョーク、また腕ひしぎ三角固めなど、トリッキーな技を隠し持つ。
- リングネームであるドミネーターは、スイッチを多用するスタイルを持つ元UFC世界バンタム級王者ドミニク・クルーズの通称から、先輩である梅田恒介によってつけられた[14]。
- リングイン時と選手コール時には、ステップを踏んで360°回転し、最後に一礼するという独特なパフォーマンスを披露する。
- 普段は大手食品会社のサラリーマンとして働いている。
- 総合格闘技を始めるまでの運動経験は中学時代の卓球のみだった[2]。
- 入場時に着用している白い仮面は、『普段社会の歯車として生きる自らの社会性を意味しており、リングイン直前にそれを外しリングに上がることで初めて自分自身になり自己表現ができる』という自身の生き様を表現している[15]。

## 戦績

### プロ総合格闘技
| 総合格闘技 戦績 | 総合格闘技 戦績 | 総合格闘技 戦績 | 総合格闘技 戦績 | 総合格闘技 戦績 | 総合格闘技 戦績 | 総合格闘技 戦績 |
| --------------- | --------------- | --------------- | --------------- | --------------- | --------------- | --------------- |
| 20 試合         | (T)KO           | 一本            | 判定            | その他          | 引き分け        | 無効試合        |
| 12 勝           | 4               | 5               | 3               | 0               | 0               | 0               |
| 8 敗            | 4               | 1               | 3               | 0               | 0               | 0               |

| 勝敗 | 対戦相手                   | 試合結果                            | 大会名                                                      | 開催年月日     |
|      | 岡田遼                     | 試合前                              | Lemino 修斗                                                 | 2025年9月2日   |
| ×    | 新居すぐる                 | 2R 1:03 KO（右ストレート）          | RIZIN.45                                                    | 2023年12月31日 |
| ×    | 平本蓮                     | 5分3R終了 判定0-3                   | RIZIN LANDMARK 4                                            | 2022年11月6日  |
| ○    | 萩原京平                   | 1R 3:21 腕ひしぎ三角固め            | RIZIN.34                                                    | 2022年3月20日  |
| ○    | “ブラックパンサー”ベイノア | 5分3R終了 判定2-1                   | RIZIN.28                                                    | 2021年6月13日  |
| ×    | 朝倉未来                   | 1R 4:20 KO（左ハイキック→パウンド） | RIZIN.26                                                    | 2020年12月31日 |
| ×    | 牛久絢太郎                 | 5分3R終了 判定1-4                   | DEEP 97 IMPACT 【DEEPフェザー級タイトルマッチ】             | 2020年9月20日  |
| ○    | DJ.taiki                   | 2R 0:11 TKO（右フック→パウンド）    | DEEP 89 IMPACT 【DEEPフェザー級タイトルマッチ】             | 2019年5月12日  |
| ○    | 芦田崇宏                   | 5分3R終了 判定5-0                   | DEEP 86 IMPACT 【DEEPフェザー級タイトルマッチ】             | 2018年10月27日 |
| ○    | 芦田崇宏                   | 1R 1:35 アームロック                | DEEP 84 IMPACT                                              | 2018年6月30日  |
| ○    | 中村晃司                   | 5分2R終了 判定2-0                   | PANCRASE vs DEEP 大阪大会 【PANCRASE vs DEEP対抗戦 次鋒戦】 | 2017年12月24日 |
| ○    | 上山雄大                   | 1R 1:20 TKO（スタンドパンチ）       | DEEP 80 IMPACT                                              | 2017年10月21日 |
| ○    | 高塩竜司                   | 1R 3:57 洗濯ばさみ                  | DEEP 78 IMPACT                                              | 2017年3月18日  |
| ○    | 柴ニャン                   | 1R 0:37 TKO（パンチ連打）           | DEEP HAMAMATSU IMPACT 2016                                  | 2016年9月18日  |
| ○    | 影丸                       | 1R 2:32 アームロック                | DEEP TOKYO IMPACT wave9                                     | 2016年5月14日  |
| ×    | 大越崇弘                   | 1R 3:30 TKO（右フック）             | DEEP 74 IMPACT                                              | 2015年12月20日 |
| ×    | ハシャーンフヒト           | 2R 2:47 TKO（グラウンドパンチ）     | DEEP NAGOYA IMPACT 公武堂ファイト                           | 2015年3月8日   |
| ○    | 安部路人                   | 1R 1:40 ティーピーチョーク          | DEEP 70 IMPACT                                              | 2014年12月21日 |
| ×    | 杉原慎                     | 5分2R終了 判定0-3                   | DEEP NAGOYA IMPACT 2014                                     | 2014年7月27日  |
| ×    | 深澤駿                     | 1R 1:38 チョークスリーパー          | DEEP 富士山祭り2                                            | 2014年5月25日  |
| ○    | 堀内ジューク               | 1R 1:10 TKO（タオル投入）           | DEEP八王子IMPACT                                            | 2014年3月1日   |

### アマチュア総合格闘技
| 勝敗 | 対戦相手 | 試合結果             | 大会名                               | 開催年月日     |
| △    | 志水博信 | 3分2R終了 時間切れ   | Bayside FIGHT                        | 2013年9月1日   |
| ○    | 土田達也 | 1R 3:15 アームロック | PANCRASE 248                         | 2013年6月30日  |
| ○    | 石塚佳祐 | 1R 1:41 三角絞め     | 第3回JML Aクラスルールワンマッチ大会 | 2012年12月25日 |
| ×    | 渡辺謙明 | 5分2R終了 判定0-3    | 第2回JML Aクラスルールワンマッチ大会 | 2012年10月14日 |

## 獲得タイトル
- 第9代DEEPフェザー級王座（2018年）

### 試合映像
1. ↑  【試合映像】朝倉未来 vs. 弥益ドミネーター聡志 / Mikuru Asakura vs. Satoshi"Dominator"Yamasu - RIZIN.26 (試合全容). RIZIN公式YouTubeチャンネル. 2020.
2. ↑  『【試合映像】弥益ドミネーター聡志 vs. “ブラックパンサー”ベイノア / Satoshi“Dominator”Yamasu vs. “BlackPanther”Beynoah』2021年。
3. ↑  『【試合映像】弥益ドミネーター聡志 vs. 萩原京平 / Satoshi“Dominator”Yamasu vs. Kyohei Hagiwara - RIZIN.34』RIZIN公式YouTubeチャンネル、2022年。
4. ↑  『【試合映像】弥益ドミネーター聡志 vs. 平本蓮 / Satoshi“Dominator”Yamasu vs. Ren Hiramoto - RIZIN LANDMARK 4』2022年。
5. ↑  『【試合映像】弥益ドミネーター聡志 vs. 新居すぐる / Satoshi“Dominator”Yamasu vs. Suguru Nii - RIZIN.45』RIZIN公式YouTubeチャンネル、2023年。

### 補足映像
1. ↑  『【番組】RIZIN CONFESSIONS #62（※試合映像＆朝倉未来と弥益ドミネーターによる試合振り返りドキュメンタリー番組）』RIZIN公式YouTubeチャンネル、2020年。
2. ↑  『【番組】RIZIN CONFESSIONS #75（※試合映像＆弥益ドミネーター聡志とブラックパンサー・ベイノアによる試合振り返りドキュメンタリー番組）』RIZIN公式YouTubeチャンネル、2021年。
3. ↑  『【番組】RIZIN CONFESSIONS #94（※試合映像＆弥益ドミネーター聡志と萩原恭平による試合振り返りドキュメンタリー番組）』2022年。
4. ↑  『【番組】RIZIN CONFESSIONS #110（※試合映像＆弥益ドミネーター聡志と平本蓮による試合振り返りドキュメンタリー番組）』2022年。
5. ↑  『【番組】RIZIN CONFESSIONS #142（※番組内で試合映像。弥益ドミネーター聡志と新居すぐるによる試合振り返りドキュメンタリー番組）』RIZIN公式YouTubeチャンネル、2023年。